# Andrzej Drogoń
Andrzej Drogoń (ur. 3 września 1958 w Strzyżowie) – polski prawnik i historyk, doktor nauk prawnych, nauczyciel akademicki Wydziału Prawa i Administracji Uniwersytetu Śląskiego w Katowicach.

## Biografia
Od 1978 czynnie uczestniczył w opozycji antykomunistycznej. Był dyrektorem Instytutu Pamięci Narodowej Oddział Katowice. Zasiadał w Radzie Miasta Tychy w latach 1994-1996 oraz 1998-2002 oraz w Regionalnej Izbie Obrachunkowej w Katowicach, odbył aplikację sędziowską. W maju 2018 został dyrektorem Instytutu Pamięci Narodowej we Wrocławiu, piastował to stanowisko do lutego 2021 r.. Od 1 listopada 2021 r. do końca lutego 2024 r. pełnił funkcję dyrektora Muzeum Powstań Śląskich w Świętochłowicach.
Jego zainteresowania naukowe koncentrują się głównie wokół historii prawa i administracji.
Startował bez powodzenia z ramienia PiS w wyborach do Sejmu w 2015.